# Cupertino-Effekt
Als Cupertino-Effekt (nach Cupertino, einer Stadt in Kalifornien) wird bezeichnet, wenn die softwaregestützte Rechtschreibprüfung aufgrund einer zufälligen Ähnlichkeit der Zeichen ein völlig zusammenhangloses Ersatzwort vorschlägt und dieses dann vom Benutzer aus Unachtsamkeit in das Dokument übernommen wird. Der Begriff wurde von den Sekretären und Übersetzern der Europäischen Union erfunden. Er beruht auf dem in der Praxis aufgetretenen Fall, dass eine Rechtschreibprüfung co-operation in cupertino ersetzen wollte. So zum Beispiel in diesem Titel: Within the GEIT BG the Cupertino with our Italian comrades proved to be very fruitful.
Der Cupertino-Effekt ist eine fundamentale Schwäche kontextloser Rechtschreibprüfungen, die von menschlichem Urteil zur Findung des korrekten Ersatzwortes abhängig sind. Als solches erstreckt sich der Einfluss des Cupertino-Effekts notwendigerweise durch die gesamte Geschichte der Textverarbeitung. Das früheste durch Dokumente belegte Beispiel sind fehlerhafte Ersetzungen in Word 4 für den Apple Macintosh von 1989. Im Computerbereich werden solche Fehler oft als Layer-8-Problem („der Benutzer“) bezeichnet, da der Fehler erst durch das unmittelbare Eingreifen eines Benutzers überhaupt möglich wird.
Die Reproduzierbarkeit eines individuellen Cupertino-Fehlers ist dementsprechend sowohl von der Konfiguration des verwendeten Textverarbeiters als auch vom persönlichen Urteil abhängig.